# 世界都市
世界都市（せかいとし、英: world city、独: Weltstadt）とは、主に経済的、政治的、文化的な中枢機能が集積しており、世界的な観点による重要性や影響力の高い都市。グローバル都市（英: global city）ともいう。

## 用語
今日の「世界都市」にあたる言葉の淵源・由来やその歴史的意味合いについてはさまざまな説があり、概念史はまだ確定状態ではない。
地理学者で、「メガロポリス」の著者でもあるジャン・ゴットマンは、世界都市というのは文豪ゲーテが1787年に、ローマの歴史的な文化的卓越性をもった都市としての性質を表現するために作った、「Weltstadt」（ドイツ語での世界都市）という言葉にその源を発すると述べている。一方、ユニヴァーシティ・カレッジ・ロンドンの地理学者であったピーター・ホールは「世界都市」を著し、スコットランドの地域計画家パトリック・ゲデスが『進化する都市』（1915年）という本の中で、「世界でもっとも重要なビジネスのきわめて大きな部分が集積して行われる大都市」のことを「世界都市」（英: world city）と命名したと述べ、この言葉の由来をゲデスに求めている。
1991年、コロンビア大学教授のサスキア・サッセンは、著書『グローバル都市-ニューヨーク、ロンドン、東京』において、初めて「グローバル都市」（global city）という表現を用いた。

## 定義
多国籍企業とグローバル・マネーの形成が本格化した1970年代、国際的な企業・法人本部とそれを支える活動の複合体を擁する都市を「世界都市」と定義し、こうした都市の育成をはかる議論が始まった。1986年、カリフォルニア大学教授のジョン・フリードマンは『世界都市仮説』を著し、世界都市を定義した。フリードマンの主要な世界都市の定義は以下の通りである。
- 資本主義の世界システムの中で、法人の拠点、金融センター、グローバル・システムや地域・国民経済の結節点としてその機能を果たす都市[4]。
- 多国籍企業がその基地として立地し利用するため、複雑な国際的・空間的階層の中に位置づけられる都市[4]。
- グローバルな管理機能の集積を反映して、法人の中枢部門、国際的な金融・輸送・通信・広告・保険・法務などの高次ビジネス・サービスなどが成長する都市[4]。

フリードマンは多国籍企業の本社部門の所在それ自体を重くみる世界都市論を展開していたが、サッセンは「1960年代、1970年代に比べて都市の経済力を測定する尺度としては十分なものではなくなっている」と述べ、今や金融、高次法人サービスなどの活動こそが国際都市ヒエラルキーを左右し、世界都市を形成する要因として重要性をもつものと説明した。経済活動の地球的な規模での分散が同時に地球規模の統合、コントロール機能の形成を促しており、こうしたセンター機能が集積する少数の都市（ロンドン、ニューヨーク、東京など）こそグローバル都市だとした。
2017年、アメリカのシンクタンクであり、世界都市研究に深く関与し続けてきたシカゴ国際問題評議会は、「何がグローバル都市を作るのか？」（英: What Makes a Global City?）という題名でグローバル都市の定義や傾向を定めた。主な内容な以下の通りである。
- 世界経済をリードしている。
- 都市規模が大きい傾向にあるが、それだけでは十分ではない。
- 国内の若者なども含む、世界の人々を惹きつける魅力がある。
- 大学など高等教育が発展しており、子供や労働者にも充実した教育環境を提供している。
- 外国人の人口が多い。移民を惹きつける仕事があり、その情熱、気迫が都市のバイタリティーを高めている。
- 文化的な中心地である。博物館、劇場、レストラン、スポーツ、ナイトライフなどが充実している。
- デスティネーション、いわば目的地であり、観光客にとって魅力的である。
- 政治的影響力があることは有利な条件である。首都ではないグローバル都市も領事館、シンクタンク、国際会議場などを有する。
- 国際的なハブであり、グローバルな連結性が高い。都市圏にメジャーな国際空港がある。
- グローバル都市に必要な先見の明のある指導者がいる。
- 生活の質が高い。公共交通機関、クリーンな生活環境、治安のよさ、ヘルスケア、地方政府の効率性などが発展している。
- オープンである。移民、デジタルコミュニケーション、トレードなどの制限が少ない。報道の自由度が高い。

## 代表的な世界都市

### ニューヨーク（アメリカ）
世界最高峰に位置づけられる都市。超大国のアメリカ合衆国および、世界における経済・金融・文化・交通・メディア・娯楽・観光などの中心的な都市の一つである。ニューヨーク証券取引所は世界最大の証券取引所であり、世界経済に大きな影響力を持つ。中心街のマンハッタンに国際連合の本部が所在するなど、数々の国際機関も集積しており首都ではないながらも絶大な政治的影響力がある。世界大手の通信社のAP通信やニューヨーク・タイムズ、ウォール・ストリート・ジャーナル、さらにアメリカ三大テレビ局の本社もあり、メディアに関してもグローバルな影響力を有する。メトロポリタン美術館など文化施設も多く、世界遺産自由の女神像はニューヨークならびに自由と民主主義の象徴である。2016年の調査では、個人資産が10億ドル以上の大富豪が世界でもっとも多い都市である。

### ロンドン（イギリス）
世界最高峰に位置づけられる都市。世界における経済・金融・文化・交通・メディア・娯楽・観光などの中心的な都市の一つである。世界最高の金融センターとされ、外国為替市場の取引額はイギリスが世界一であり、その中心は首都ロンドンである。世界でもっとも外国人の訪れる都市の一つであり、ロンドン・ヒースロー空港は世界最大級のハブ空港である。ロンドンで2番目に大きいロンドン・ガトウィック空港も国際線の年間利用者数でニューヨークのジョン・F・ケネディ国際空港を上回る。外国出身者の人口は2011年時点で約300万人であり、多種多様な民族が混在して暮らしている。ロンドン塔やウェストミンスター宮殿など数々の世界遺産を有し、大英博物館など著名な文化施設も多い。特に文化的な交流の面で強く、王立国際問題研究所は世界的なシンクタンクであり、メディア大手のタイムズやBBCは英語が事実上の世界共通語であることからも国際的な影響力を有する。2016年の調査では、個人資産が3,000万ドル以上の超富裕層が世界でもっとも重要とする都市である。一方で、2020年にイギリスがEUを離脱したことにより、世界都市としての地位の低下も懸念されている。

### パリ（フランス）
ヨーロッパを代表する都市。国連安保理常任理事国やG7に加盟しているフランスの首都であり、経済・芸術・文化・交通・メディア・娯楽・観光の中心地である。OECDやユネスコなど国際機関の本部が多数集積しており、フランス通信社やBNPパリバなどはグローバルな影響力を有する。A.T.カーニーの調査では情報交換の分野において世界最高の評価を受けている。パリ＝シャルル・ド・ゴール空港は世界屈指のハブ空港であり、地下鉄のメトロなど交通・アクセス部門も充実している。ルーブル美術館やフランス料理に代表される文化に恵まれた世界屈指の観光都市であり、エッフェル塔や凱旋門など都市を象徴する世界的認知度の高いランドマークが多い。2024年にはオリンピック・パラリンピックが開催されている。

### 東京（日本）
アジアを代表する都市。経済的な評価は相対的に低下傾向にあるものの、政治や文化を含めた総合的な評価はアジアで最高位に位置付けられている。日本の政治や経済の本部機能が一極集積しており、世界最大の経済規模の都市圏を形成している。アメリカの大手旅行誌に2年連続で「世界でもっとも魅力のある都市」に選出されるなど、観光面でも高い評価を得ている。また、世界主要60都市の中で「もっとも安全な都市」との評価も受けている。また、世界レベルの大企業の本社数が世界で最も多い都市とされる。東京は1980年代末から長らくニューヨーク、ロンドンと共に「三大金融センター」と位置付けられてきたが、2025年3月の評価では世界22位にまで順位を落としている。また、森記念財団は、「女性の社会進出の不足」「少ない外国人居住者数」「歴史・伝統への接触機会の限界」に加え、航空機の国際線の便数や五つ星ホテルの客室数で見劣りする点が東京の課題との分析を示している。

### 香港（中国）
アジアを代表する都市。経済面での評価においてはすでに世界トップクラスといえる。アジア太平洋地域における金融・交通・教育・メディアなどの中心的な役割を持つ。ロンドン、ニューヨークに次ぐ世界3位の金融センターとの評価を受けており、ゴールドマン・サックスやモルガン・スタンレーなど多くの世界的金融機関がアジア太平洋地域における統括拠点としている。香港国際空港は世界屈指のハブ空港である。23年連続で世界でもっとも経済や貿易の自由度が高い都市との評価を受けており、2016年の調査では、個人資産が10億ドル以上の大富豪がニューヨークに次いで、世界で2番目に多い都市である。一方、2019年の中国共産党の自由弾圧により、香港には政治リスクがあり、投資の減少や資産の流出によりその地位が危ぶまれている。

### シンガポール
アジアを代表する都市。外国為替市場の取引額で日本を上回るなど、世界的な金融センターに成長している。富裕層人口が多く、中央値の世帯収入も高水準である。シンガポール国立大学や南洋理工大学はアジア最高水準の大学との評価を受けるなど、高水準の高等教育機関が所在する。シンガポール・チャンギ国際空港は2017年に世界最高の空港に選出されている。世界有数のデスティネーションであり、マーライオンやマリーナベイ・サンズは代表的なランドマークである。高等教育を受けた人材や英語話者が比較的多く、税制の効率性やビジネスのしやすさなどが高いことから、多くの多国籍企業はアジア太平洋の地域統轄拠点としている。

## 特徴

### 経済的特徴

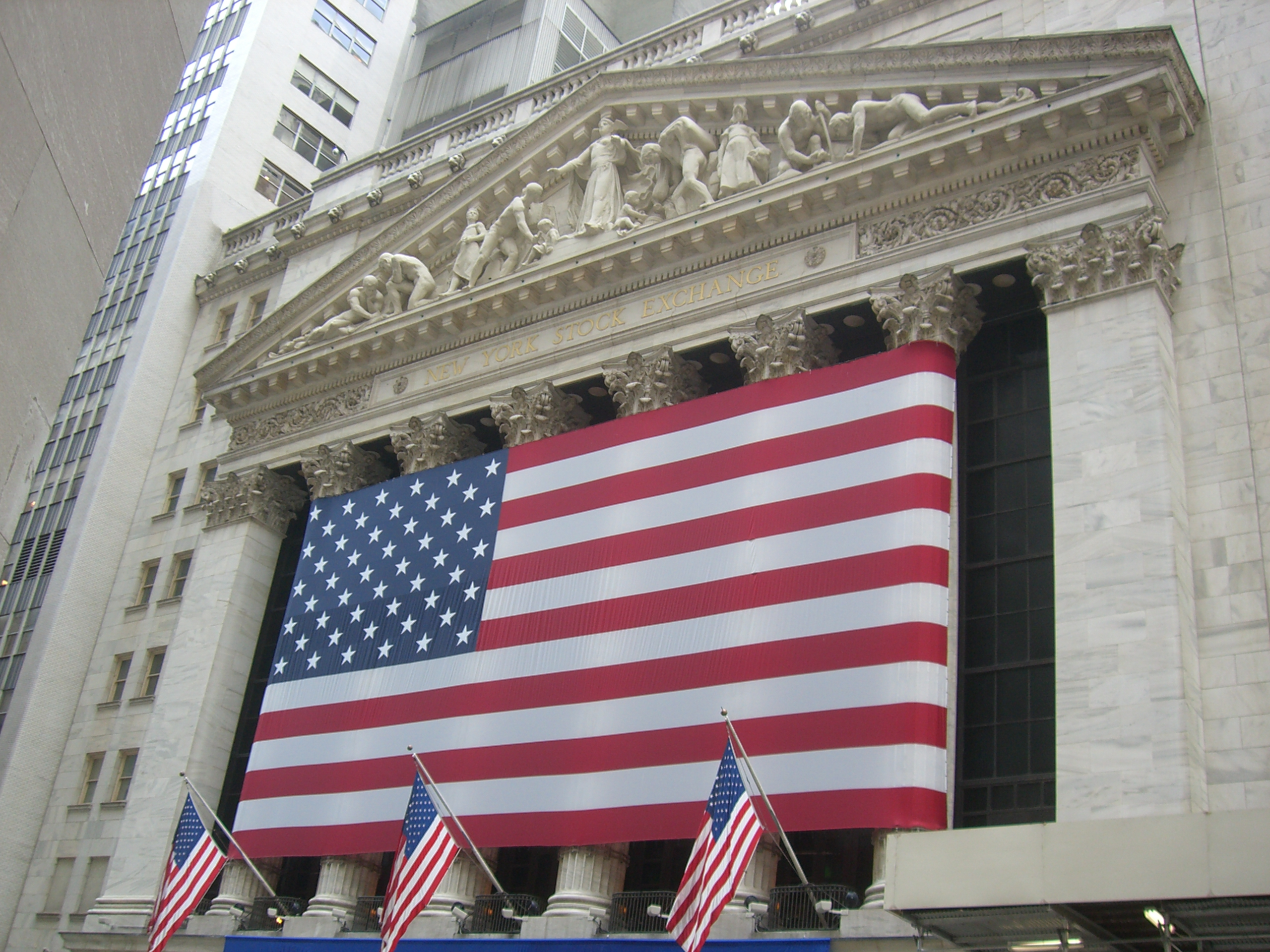
ニューヨーク証券取引所

- ビジネス活動が盛んであり、都市の経済規模が大きい（東京は都市の経済規模が世界最大であり、2位のニューヨークも巨大な経済圏を形成している [22]）。
- 国際的に活動している法人本社部門とその活動を支える金融・保険・通信・証券・不動産・法務・会計・広告・コンサルティングなどの高次法人サービス、それにレストラン・出版・印刷、運輸・倉庫・専門店・ファッション・ホテル・観光・教育・芸術・医療・福祉・娯楽などの補助サービスが集積している。
- 多国籍企業の本社など、世界経済に影響を及ぼす組織の中枢が所在する（2016年時点で世界の500大企業の中でもっとも本社数が多い都市は北京であり、2位は東京である[37]）。
- 証券取引所、銀行、保険会社などが集積し、高度に発達した金融センターを形成している（世界を代表する金融センターとしてロンドン、ニューヨーク、シンガポール、香港、東京が挙げられる[13]）。
- 労働人口における高学歴者の割合が高く、企業や市場にサービスを提供する専門サービス業や知的産業が発展している。
- 学術研究やビジネス、文化人など各分野における著名人が拠点を置いており、実績ある人材が集積している。

### 政治的特徴

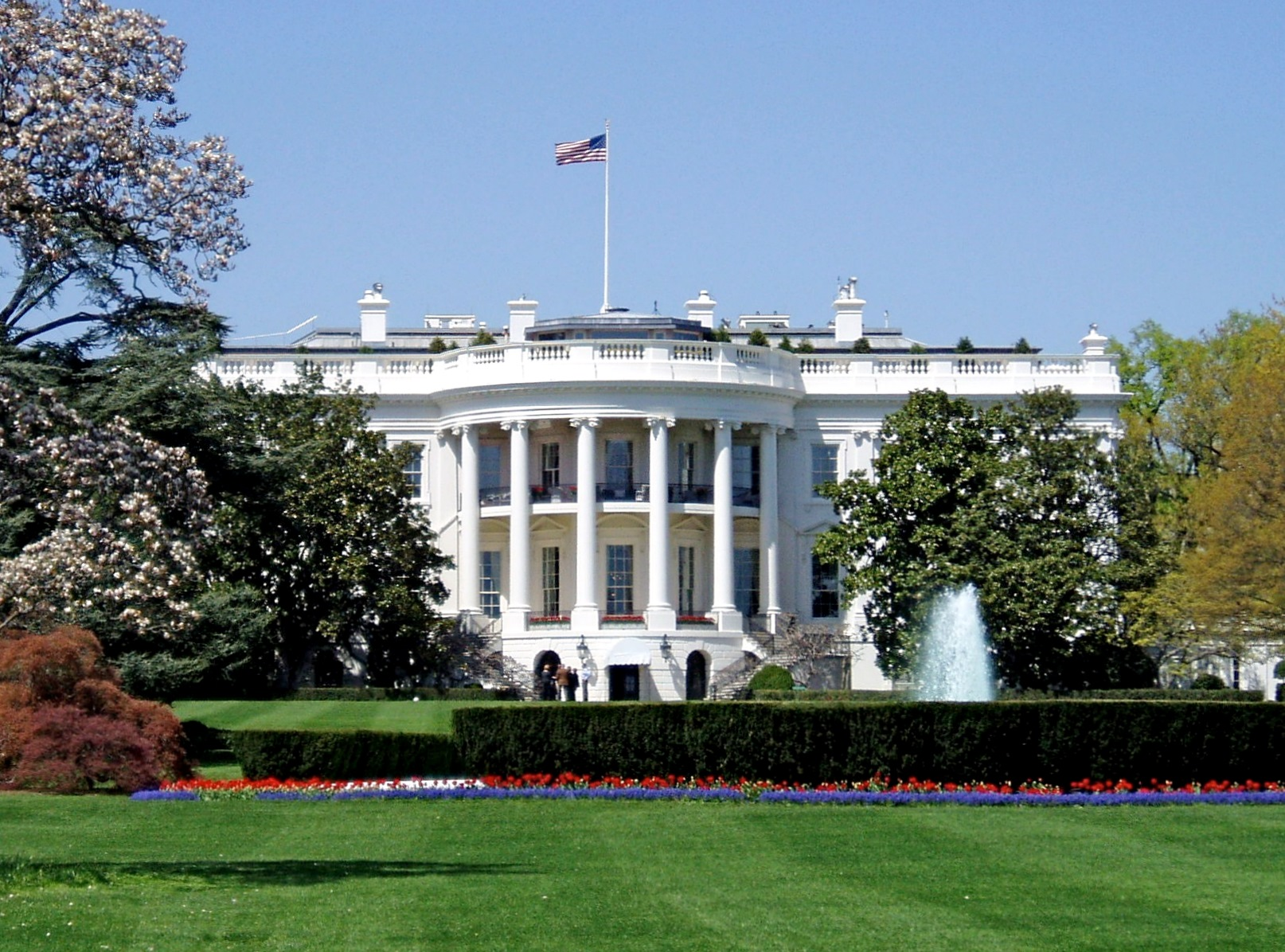
ホワイトハウス

- 中央政府など行政機関が所在し、グローバルな政治的影響力がある（主要国の首都であるワシントンD.C.、北京、東京、ロンドン、パリ、ベルリン、ローマ、モスクワなどが代表的である）。
- 大使館や領事館が所在しており、外交の舞台となり得る。
- 主要なシンクタンクがある（ニューヨークの外交問題評議会、ロンドンの王立国際問題研究所、北京の中国社会科学院など）。
- 国際機関や地域統合体の本部が所在する（たとえば、ニューヨークには国連本部があり、ブリュッセルには欧州連合の主要機関が置かれている）。
- 行政区画の人口が通常数百万人規模の大都市であり、さらに都市圏の中枢として機能している場合が多い。
- 都市が世界的な影響力を持つことから、通常世界政治ではあまり注目されない地方首長も各国から注目される場合が多い（たとえば、ニューヨーク市長や東京都知事、ロンドン市長といった上位世界都市の選挙の場合は、世界的なニュースとなる）。

### 文化的特徴

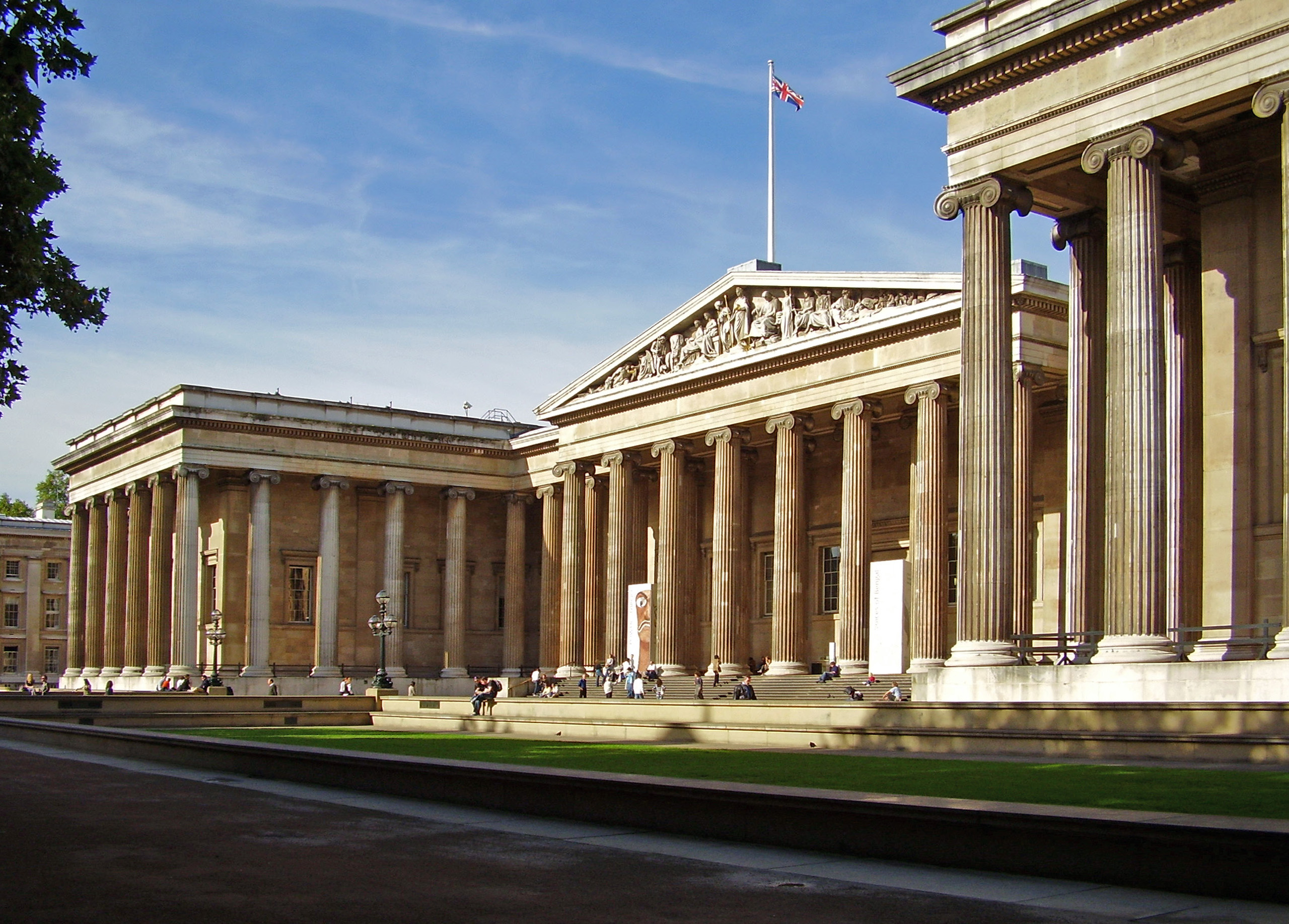
大英博物館

- 都市の世界的な認知度が高い（たとえば、パリは「フランスのパリ」と国名を補足しなくてもそれが何かが自明であり、エッフェル塔や凱旋門など有名なランドマークがある）。
- 外国人の訪問者数が多い（2016年の統計によると、世界でもっとも外国人の訪問者数が多いのはバンコクであり、2位はロンドンである[38]）。
- 世界的に有名な学府や文化施設を擁する（ロンドンのロンドン大学や大英博物館、ニューヨークのコロンビア大学やメトロポリタン美術館など）。
- 世界的に有名で世界情勢に多大な影響力をもつ通信社やマスメディアが本拠を置く（ニューヨークのAP通信やニューヨーク・タイムズ、ロンドンのロイター通信やBBC、パリのフランス通信など）。
- チャイナタウンなど、都市の内部に複数の移民コミュニティーや異文化圏が存在することが多い。また、国際都市として大規模なビジネスを引きつけることから、その土地本来の文化とは別に異邦人文化も形成される傾向もある。
- アートシーンをリードするさまざまな媒体や受け皿となる施設がある（ニューヨークのブロードウェイ（演劇・ミュージカル）、リンカーンセンター（オペラ、バレエ、音楽）、ソーホー（美術館）、七番街（ファッション）、マディソン街（広告）など）。
- 幅広いスポーツコミュニティが存在し、メジャースポーツチームが本拠を置く（ニューヨークのヤンキースやメッツ（プロ野球チーム）、東京のジャイアンツ（プロ野球チーム）、ロンドンのチェルシーやアーセナル（プロサッカーチーム）など）。また、オリンピック、ワールドカップなどの国際スポーツイベントを開催可能な、あるいは過去に開催した実績のある施設が存在する。

### 社会基盤の特徴

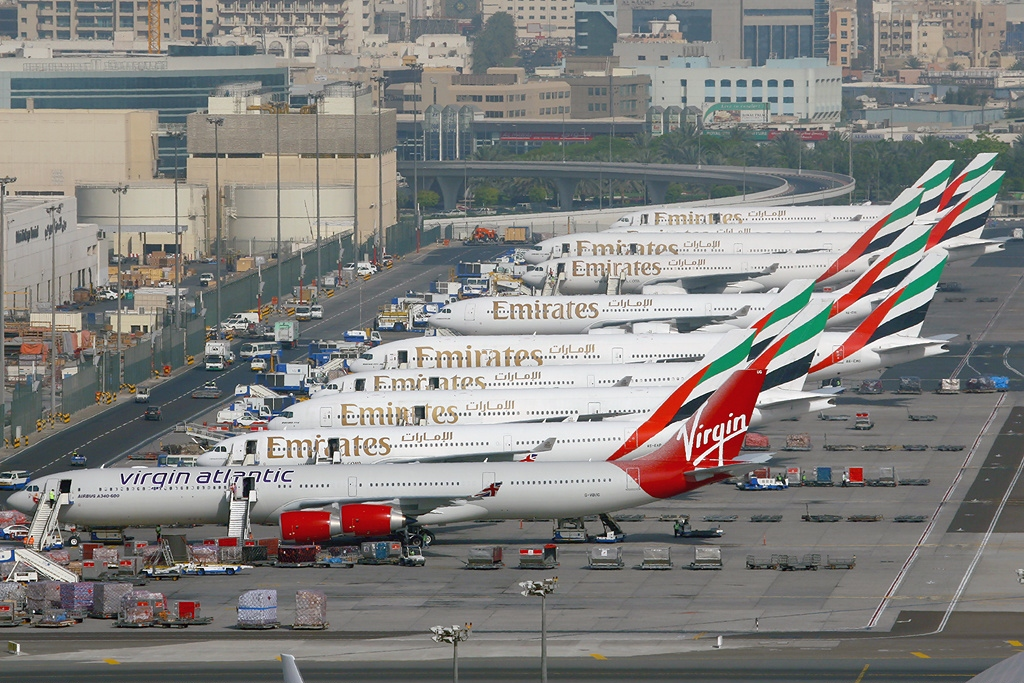
ドバイ国際空港

- 公共交通機関や高速道路網が整備され、多種多様な交通手段をもつ。
- 複数の航空会社がハブ空港としている大規模な国際空港がある（2015年において国際線の利用者数が世界でもっとも多い空港はドバイ国際空港である[15]）。
- 多国籍企業の運営には不可欠な、先端技術を用いた高速通信の都市基盤設備が整備されている（光ファイバーケーブル網、セリュラーネットワーク、インターネットアクセスなど）。
- 住居コストが高い（2016年の調査報告によると、シンガポールが世界でもっとも生活コストのかかる都市である[39]）。
- コミュニティの崩壊、ホームレスの増大、交通渋滞、外国人労働者の大量流入などの社会問題も抱える傾向にある[40]（たとえば、ドバイの人口の83%は外国出身者で占められている[41]）。
- 富豪、富裕層が多く、社会格差が大きい（2016年時点で、個人資産10億ドル以上の富裕層がもっとも多い都市はニューヨークであり、2位は香港である[12]）。

## 対照的な概念
世界都市と対照的な都市概念として、主に人口に基づいた都市規模の大きさを示すメガシティ（巨大都市）がある。国連の統計によると、2018年現在で世界最大の都市は東京である。東京都市圏は、世界で唯一人口3,500万人を超えている大都市圏であり、経済規模も世界最大である。ニューヨークも人口2,000万人前後を抱える世界有数の都市圏を形成しており、東京とともに世界都市とメガシティの両性を強く兼ね備えた都市である。一方、同じく代表的な世界都市に挙げられるロンドンやパリは、都市圏人口において名古屋市とほぼ同水準であるなど、世界トップクラスのメガシティとは言いがたい。サスキア・サッセンが「多くの世界都市はメガシティではない」と述べているように、たとえばチューリッヒやジュネーヴは都市圏人口が100万人にも満たない非メガシティであるが、世界都市としては高い評価を得ている。

## 1970-1990年代
1970年代から1980年代の世界都市形成は、次第に金融主導型のそれに傾斜し、金融マネーのグローバリズムの所産という性格が、多分に強くなったと考えられる。衛星通信やコンピュータ通信の飛躍的発展によって、世界の金融センターを結ぶ24時間取引や多国籍産業のグローバル・マネージメントが可能になったことも要因だと考えられる。こうして国際情報を集積し、ボーダレス・マネーを動かして世界経済をコントロールする国際金融センターが現れ、世界的な都市ヒエラルキーの頂点に立った。1990年ごろには、ロンドン・ニューヨーク・東京が「三大世界都市」と呼ばれ、グローバル経済と世界都市システムの頂点に姿を現していた。ロンドンやニューヨークは国際金融と世界的な経済センターとしての位置を強化し、高次ビジネス・サービスに経済の重点を移したのである。世界経済はますます金融に傾斜し、世界的な金融市場の拡大は国際金融と関連したビジネス・サービスの収益性を高めた。ロンドンやニューヨークは、これらの国際的な金融、ビジネス・サービスと文化、人の移動、ものの輸送、デザイン、通信などの中心として生まれ変わることで「世界都市」と呼ばれるようになったのである。一方、東京はロンドンやニューヨークとは経済構造が異なり、大都市圏としてみてみると金融やサービスはいうに及ばず、ハイテク、卸売業から都市型工業にいたるまで集積したフルセット型の産業構造であり、いわばオールマイティーな経済機能をもつ都市として世界都市形成を行った。2001年に大ロンドン庁が公表した報告書「ロンドン・プラン」においても、ロンドン・ニューヨーク・東京の3都市を「本物の世界都市」と定義しており、世界都市としての三強時代が続いていた。

## 研究調査
世界都市に関してもランキング指標が作成されている。
埴淵 (2018)では、代表的なランキング指標としてGaWC研究、グローバル都市指標、世界の都市総合力ランキングが挙げられている。

### グローバル都市指標
グローバル都市指標（Global Cities Index）は、A.T.カーニーによる指標である。
アメリカの世界的な経営コンサルティング会社A.T.カーニーは2024年、第14回目となるグローバル都市指標のレポートを公表した。2008年から開始されたこのランキングは、グローバル都市研究の第一人者であるコロンビア大学教授のサスキア・サッセンや世界都市研究で有名なGaWCディレクターのピーター・テイラーが同レポートで見解を示すなど、代表的な世界都市指標の一つになっている。2024年版では世界主要156都市を評価の対象としており、「ビジネス活動」（加重平均30%）、「人的資本」（同30%）、「情報流通」（同15%）、「文化的経験」（同15%）、「政治的関与」（同10%）の5つの分野、合計31の測定基準による総合評価によって順位を決めている。調査結果によると、ニューヨークが世界最高であり、ロンドン、パリ、東京が続いた。上位10都市は以下の通りである。
| 順位 | 都市         |
| ---- | ------------ |
| 1    | ニューヨーク |
| 2    | ロンドン     |
| 3    | パリ         |
| 4    | 東京         |
| 5    | シンガポール |
| 6    | 北京         |
| 7    | ロサンゼルス |
| 8    | 上海         |
| 9    | 香港         |
| 10   | シカゴ       |

### 世界の都市総合力ランキング
世界の都市総合力ランキング（GPCI, Global Power City Index）は、森記念財団都市戦略研究所（森ビル）による指標である。2008年に発表を開始して以来、毎年そのランキングを更新している。最高顧問にユニヴァーシティ・カレッジ・ロンドン元教授で「世界都市」を著したピーター・ホール、委員にグローバル都市研究の第一人者であるコロンビア大学教授のサスキア・サッセンなど世界的な有力者によって作成・監修されている。
最新の2022年版では、世界を代表する主要48都市を選定し、都市の力を表す6分野（「経済」「研究・開発」「文化・交流」「居住」「環境」「交通・アクセス」）における70の指標に基づいて評価を行った。総合順位の首位は11年連続でロンドンであった。分野別では「経済」及び「研究・開発」でニューヨーク、「文化・交流」でロンドン、「居住」でパリ、「環境」でストックホルム、「交通・アクセス」で上海がそれぞれ首位になった。総合順位の上位10都市は以下の通りである。
| 順位 | 都市           |
| ---- | -------------- |
| 1    | ロンドン       |
| 2    | ニューヨーク   |
| 3    | 東京           |
| 4    | パリ           |
| 5    | シンガポール   |
| 6    | アムステルダム |
| 7    | ソウル         |
| 8    | ベルリン       |
| 9    | メルボルン     |
| 10   | 上海           |

### JLL
アメリカの総合不動産大手のJLL（ジョーンズ・ラング・ラサール）は2017年、The Business of Cities（ザ・ビジネス・オブ・シティーズ）と共著で世界都市ランキングを発表した。世界300以上の最先端の都市比較インデックスの中から網羅性、安定性、認知度に基づき選出された44の都市比較インデックスを7項目（企業のプレゼンス、ゲートウェイ機能、市場規模、インフラ基盤、人材、専門性とイノベーション、ソフトパワー） において分析し、都市の現状や発展のレベルなどを総合的に評価した。世界でもっともグローバル化が進み、競争力のある経済があり、企業、資本、有能な人材が集中している都市を「確立された世界都市」（Established World Cities）として最上層のヒエラルキーに位置づけた。ロンドン（1位）、ニューヨーク（2位）、パリ（3位）、シンガポール（4位）、東京（5位）、香港（6位）が上位6都市となっており、これに今回新たにソウル（7位）が加わり、世界最高水準のグローバル都市「ビッグ7」を形成している。特にロンドンとニューヨークが世界のグローバル都市を牽引し、企業の存在感、人材を惹きつける魅力、投資総額、文化や価値観で主導的な地位を維持している。また、ロサンゼルスを筆頭に「ビッグ7」に続く第2グループの10都市も特定した。2017年版において「確立された世界都市」に特定された17都市は以下の通りである。
| 格付け         | 都市 |
| -------------- | --- |
| トップグループ | - ロンドン - ニューヨーク - パリ - シンガポール - 東京 - 香港 - ソウル                                                        |
| 第2グループ    | - ロサンゼルス - 上海 - 北京 - アムステルダム - シカゴ - サンフランシスコ - トロント - マドリード - シドニー - ワシントンD.C. |

### GaWC
GaWC（Globalization and World City Research Network、グローバリゼーションと世界都市研究ネットワーク）は、イギリスのラフバラー大学に研究拠点を置くグループである。ピーター・テイラーなどがこのグループの中心となり、世界都市システム研究をリードしてきた。世界都市の評価基準はビジネス分野にほぼ特化しており、会計、広告、法律、経営コンサルタント、金融など特定の高度サービス企業のオフィスの立地、充実度、都市間におけるグローバルな連結性などである。
1998年に最初の格付けを行い、最高峰の世界都市としてロンドン、ニューヨーク、パリ及び東京を選定した。2008年以降2年ごとに公表しており、いずれも最高峰のアルファ++に格付けされた都市はロンドンとニューヨークの2都市のみである。最新の2020年版においてアルファ++とアルファ+に格付けされた都市は以下の通りである。
| 格付け      | 都市                                                       |
| ----------- | ---------------------------------------------------------- |
| アルファ ++ | - ロンドン - ニューヨーク                                  |
| アルファ +  | - 香港 - シンガポール - 上海 - 北京 - ドバイ - パリ - 東京 |

### グローバルシティズ・イニシアチブ
ブルッキングス研究所は2016年、独自の定義により世界都市を7つのカテゴリに分けて評価した研究を発表した。その中でも裕福かつ巨大な大都市圏を形成し、金融と大企業の本社機能のハブでもあり、国際的な資本と才能の集まる結節点になっている先進国の都市をグローバルジャイアントと定義した。グローバルジャイアントとして評価されている都市は以下の通りである。
- ニューヨーク
- ロサンゼルス
- 東京
- 京都-大阪-神戸
- ロンドン
- パリ